# Stefan de Vrij
Stefan de Vrij (Ouderkerk aan den IJssel, 1992. február 5. –) holland válogatott labdarúgó, az Internazionale hátvédje.

## Statisztika

### Klub
2018. május 20-i adatok
| Klub teljesítmény | Klub teljesítmény | Klub teljesítmény | Bajnokság | Bajnokság | Kupa  | Kupa | Nemzetközi | Nemzetközi | Összesen | Összesen |
| Szezon            | Klub              | Bajnokság         | Mérk.     | Gól       | Mérk. | Gól  | Mérk.      | Gól        | Mérk.    | Gól      |
| Hollandia         | Hollandia         | Hollandia         | Bajnokság | Bajnokság | Kupa  | Kupa | Európa     | Európa     | Összesen | Összesen |
| ----------------- | ----------------- | ----------------- | --------- | --------- | ----- | ---- | ---------- | ---------- | -------- | -------- |
| 2009–10           | Feyenoord         | Eredivisie        | 17        | 1         | 4     | 0    | -          | -          | 21       | 1        |
| 2010–11           | Feyenoord         | Eredivisie        | 30        | 1         | 1     | 0    | 2          | 0          | 33       | 1        |
| 2011–12           | Feyenoord         | Eredivisie        | 30        | 1         | 2     | 0    | -          | -          | 32       | 1        |
| 2012–13           | Feyenoord         | Eredivisie        | 26        | 0         | 3     | 0    | 3          | 0          | 32       | 0        |
| 2013–14           | Feyenoord         | Eredivisie        | 32        | 4         | 1     | 0    | 2          | 0          | 35       | 4        |
| Összesen          | Hollandia         | Hollandia         | 135       | 7         | 11    | 0    | 7          | 0          | 153      | 7        |
| Olaszország       | Olaszország       | Olaszország       | Bajnokság | Bajnokság | Kupa  | Kupa | Európa     | Európa     | Összesen | Összesen |
| 2014–15           | Lazio             | Serie A           | 30        | 0         | 5     | 1    | -          | -          | 35       | 1        |
| 2015–16           | Lazio             | Serie A           | 2         | 0         | 1     | 0    | 2          | 0          | 5        | 0        |
| 2016–17           | Lazio             | Serie A           | 27        | 2         | 4     | 0    | 0          | 0          | 31       | 2        |
| 2017–18           | Lazio             | Serie A           | 36        | 6         | 4     | 0    | 7          | 1          | 47       | 7        |
| Összesen          | Olaszország       | Olaszország       | 95        | 8         | 14    | 1    | 9          | 1          | 118      | 10       |
| Karrier összesen  | Karrier összesen  | Karrier összesen  | 230       | 15        | 25    | 1    | 16         | 1          | 271      | 17       |

### Góljai a válogatottban
| #  | Dátum               | Helyszín                                   | Ellenfél      | Gólja | Végeredmény | Kiírás                             |
| -- | ------------------- | ------------------------------------------ | ------------- | ----- | ----------- | ---------------------------------- |
| 1. | 2014. június 13.    | Arena Fonte Nova, Salvador, Brazília       | Spanyolország | 1–3   | 1–5         | 2014-es világbajnokság             |
| 2. | 2014. szeptember 9. | Generali Arena, Prága, Csehország          | Csehország    | 1–1   | 1–2         | 2016-os Európa-bajnokság selejtező |
| 3. | 2015. március 31.   | Johan Cruijff ArenA, Amszterdam, Hollandia | Spanyolország | 1–0   | 2–0         | Barátságos mérkőzés                |

## Sikerei, díjai
- Lazio
  - Olasz szuperkupa: 2017

## Fordítás
Ez a szócikk részben vagy egészben  a   Stefan de Vrij című angol Wikipédia-szócikk fordításán alapul.  Az eredeti cikk szerkesztőit annak laptörténete sorolja fel. Ez a jelzés csupán a megfogalmazás eredetét és a szerzői jogokat jelzi, nem szolgál a cikkben szereplő információk forrásmegjelöléseként.